# Synegia minima
Synegia minima là một loài bướm đêm trong họ Geometridae.